# XX Trianguli
XX du Triangle
Désignations
XX Trianguli (en abrégé XX Tri, en français XX du Triangle) est une étoile géante rouge variable de la constellation du Triangle à la surface de laquelle une grande tache a été observée et suivie par imagerie Doppler, ce qui a permis de modéliser son évolution au cours du temps. Elle est distante d'environ 197 pc (∼643 al) de la Terre.